# Madelon (marionnette)
Pour les articles homonymes, voir Madelon.
Madelon est une marionnette à gaine lyonnaise du théâtre de Guignol. Seul personnage féminin récurrent, elle est le plus souvent l'épouse de Guignol, parfois la fille de Gnafron.
De caractère bien trempé, elle est souvent surnommée « Mère la Grogne », parfois acariâtre, elle s’adoucit à la fin du XIXe siècle. Elle porte traditionnellement la robe camisole de lainage fleuri, ou « pet en l'air », un tablier, un petit fichu blanc sur les épaules ou petit foulard blanc autour du cou et un bonnet aux larges canons. 
Le musée des arts de la marionnette, à Lyon, expose les tout premiers personnages créés par Laurent Mourguet au début du XIXe siècle : Madelon, donc, mais aussi ses deux comparses, Guignol et Gnafron. Transmises de génération en génération, ces marionnettes ont été données au musée en 1949 par Pierre Neichthauser, descendant par alliance des Mourguet et gérant alors du Théâtre de Guignol du quai Saint-Antoine.